# Abraxas paucinotata
Abraxas paucinotata är en fjärilsart som beskrevs av W. Warren 1894. Abraxas paucinotata ingår i släktet Abraxas och familjen mätare. Inga underarter finns listade i Catalogue of Life.